# 朱濤 (香港)
朱濤（1965年—），男，香港企业家，於香港上市公司英發國際任職執行董事。導演朱牧之子。

## 生平
1993年與前亞姐陳綺明結婚，離婚不久後與前港姐張郁蕾相戀。2002年於跑馬地英皇駿景酒店卡拉OK消遣時，遭楊受成的貼身保鏢打至重傷。